# Apocalypsis velox
Apocalypsis velox (лат.) — вид бабочек из семейства бражники (Sphingidae), единственный в составе монотипического рода Apocalypsis.

## Распространение
Вьетнам, Индия и Китай. В 2014 году отмечен для Бутана.

## Описание
Размах темно-коричневых крыльев 136 мм. Гусеницы (длина до 90 мм, желтовато-зелёного цвета, рог чёрный) питаются на красивоплоднике американском (Callicarpa arborea, семейство Яснотковые, род Красивоплодник). Яйца желтовато-зелёного цвета, субовальные (2,0 на 2,25 мм). Вид был впервые описан в 1876 году английским зоологом Артуром Батлером по материалм из Индии (Западная Бенгалия, Darjeeling [Darling]). Род был установлен в 1903 году британскими энтомологами Уолтером Ротшильдом и Карлом Йорданом. В 2010 году под тем же названием был описан род клещей Apocalypsis из семейства Myocoptidae (Acariformes: Sarcoptoidea) (в 2016 году для избежания путаницы имя клеща было заменено на Apocalyptoides).

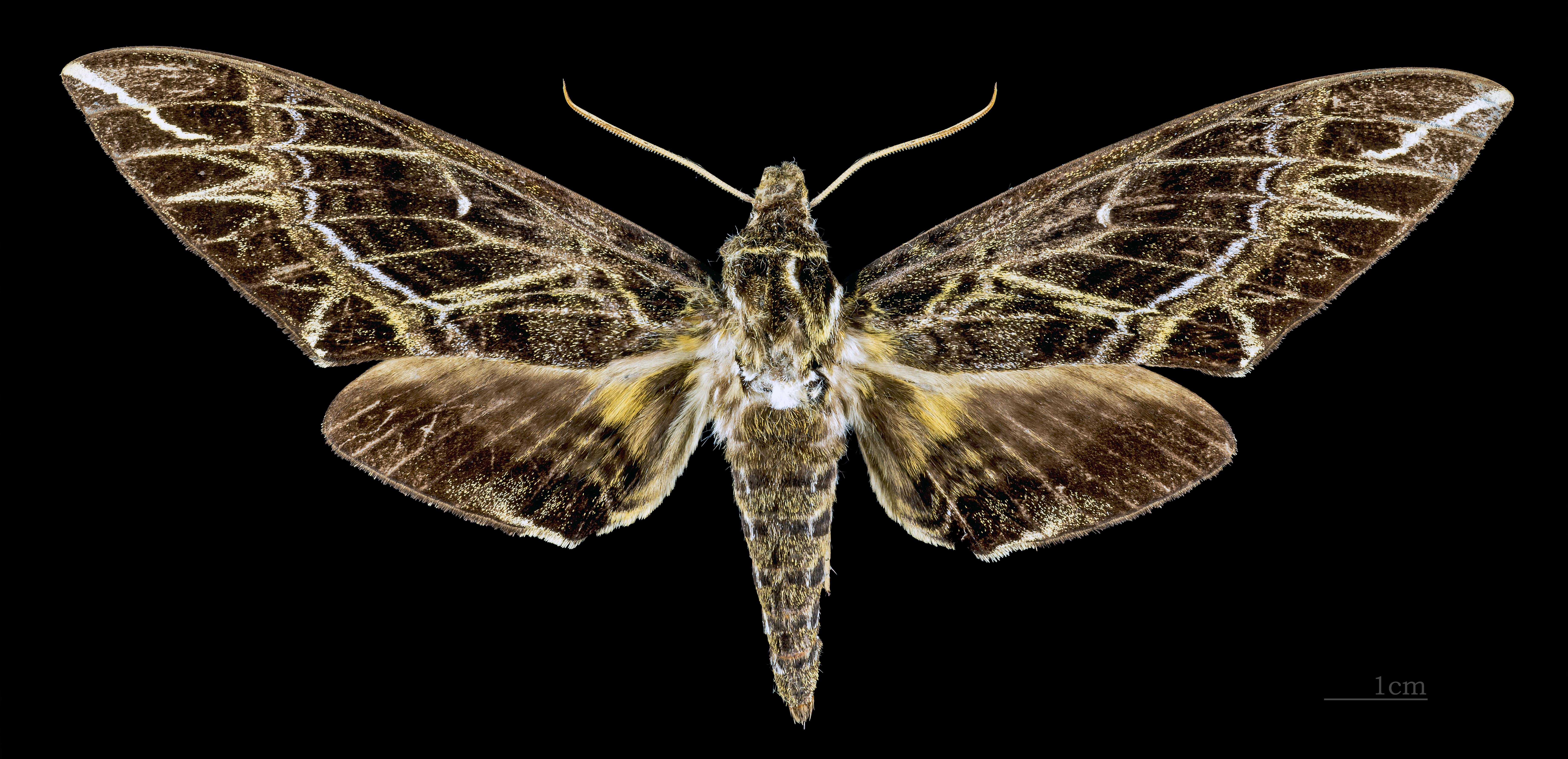
Apocalypsis velox ♀
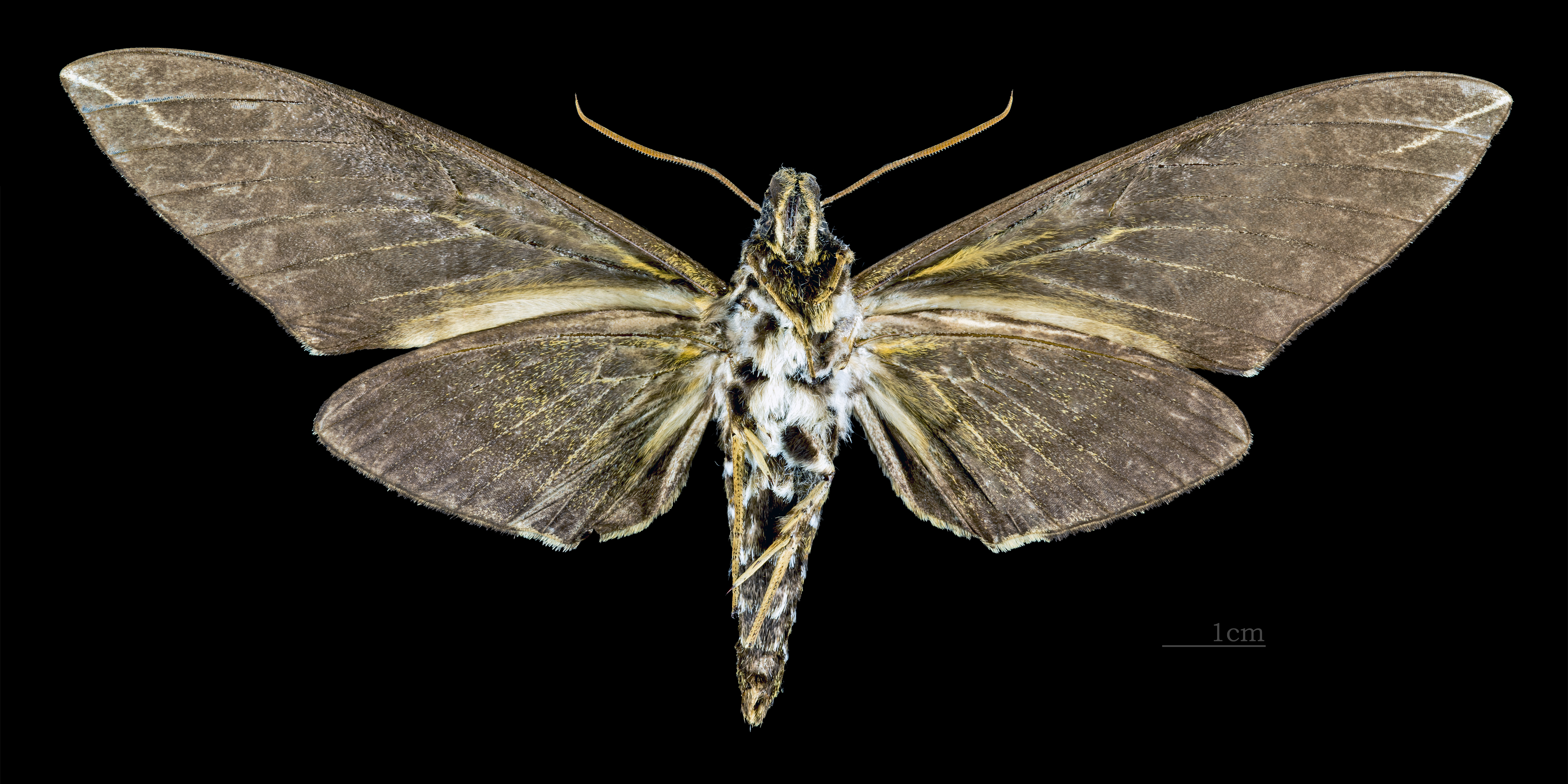
Apocalypsis velox  ♀ △